# NGC 1443
NGC 1443 est une étoile située dans la constellation de l'Éridan. 
L'astronome allemand Wilhelm Tempel a enregistré la position de cette étoile en 1882.